# Крвави лов
Крвави лов је 71. епизода стрип серијала Кен Паркер. Објављена је у бр. 7 и 8 Кен Паркера издавачке куће System Comics у септембру и новембру 2003. године.  Свеска је коштала 99 динара (1,74 $; 1,46 €). Епизоду су нацртали Иво Милацо, Ђузепе Барбати, Масимо Бертолоти и Паскале Фрисенда, а сценарио су написали Ђанкарло Берарди и Мауризио Мантеро. Епизода је објављена у два дела и имала укупно 109 страна. (Први део објављен је у бр. 7, стр. 93-114; други део у бр. 8.)

## Оригинална епизода
Оригинална епизода објављена је у Кен Паркер Магазину бр. 12. и 13. из септембра и октобра 1993. године под називом Caccia di sangue. Цена свеске износила је 3.500 лира (2,35 $; 3,71 DEM). 

## Кратак садржај
Кен и Оакпеха се налазе у заливу Худсон као гости у селу Инуита. Смиреност села се драматично нарушава доласком брода белаца (Норвежана) који лови фоке, главни извор живота Инуитима.

## Кенов статус у заједници Инуита
Епизода потврђује Кенову доследност, изражену на више места у претходним епизодама, да је животиње дозвољено убијати само да би се преживело. Унуити лове фоке само да би преживели, док Норвежани долазе да их хватају за комерцијалне потребе. Кен се одлучно бори за права Инуита и помаже им против белаца, убедљиво доводећи у питање право на комерцијалну екпслоатацију мора. 
Као знак захвалности, Инуити на крају епизоде унапређују Кенов статус на највиши ниво. Најпре су га називали Kablunak (странац, белац), потом Keninguaq (наш Кен), Kenpaluk (драги Кен) да би га накрају звали  Kenissuaq (највиша почаст).

## Разлике у квалитету цртежа
Први део епизоде нацртао је Иво Милацо, док су се остали цртачи побринули за други део. По неким критикама, цртачка неједнакост између ова два дела долази до изражаја: ”Ноћне сцене напада на брод су посебно цртачки разочаравајући део епизоде, упркос многим кадровима који су ретуширани или чак поново урађени у каснијим репризама пеизоде. Нарочито је сиромашан, на пример, последњи кадар на страни 124, којег нема у оригиналу.”